# 上大岡駅

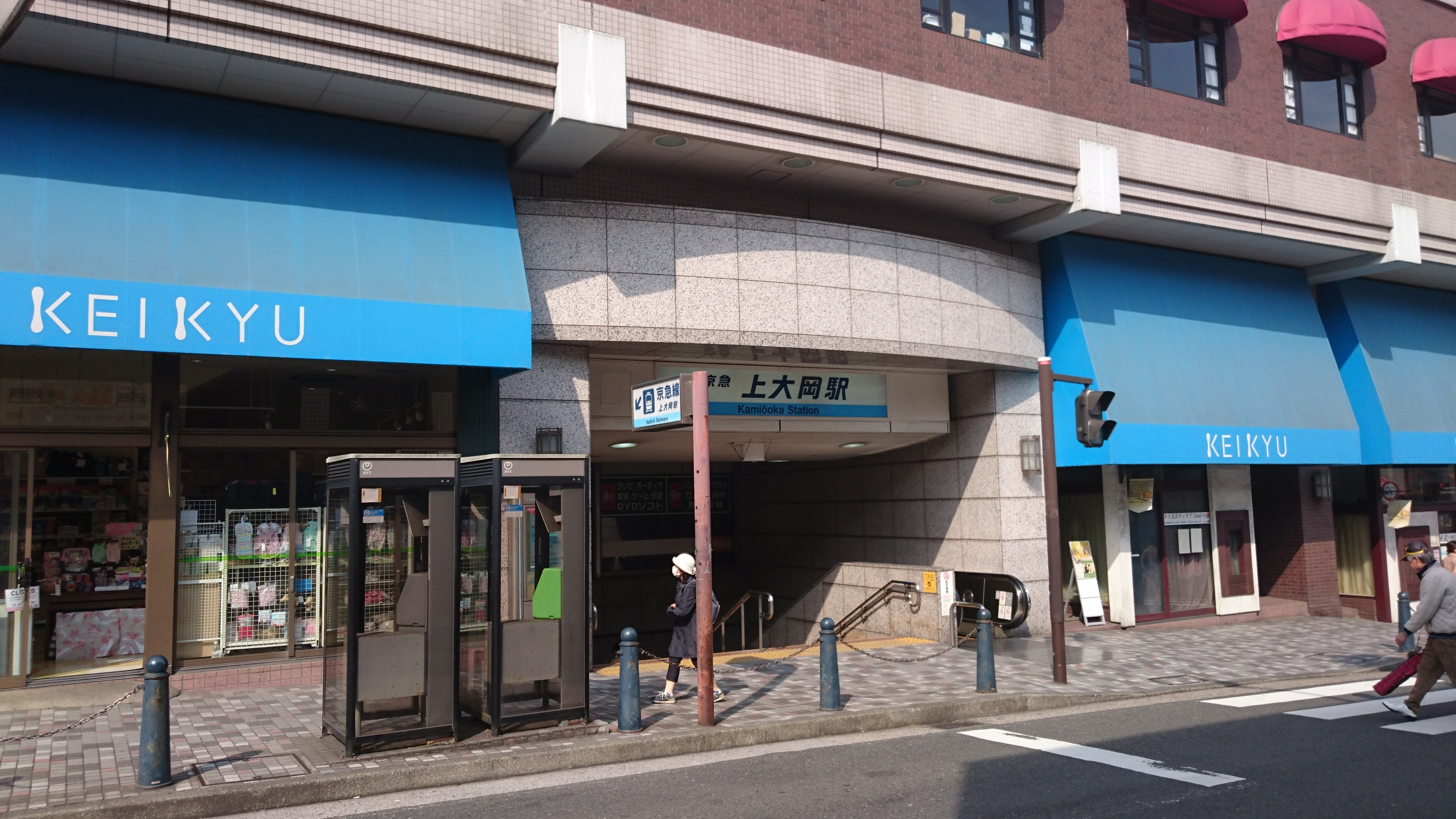
東口（2019年3月）

上大岡駅（かみおおおかえき）は、神奈川県横浜市港南区上大岡西一丁目にある、京浜急行電鉄（京急）・横浜市交通局（横浜市営地下鉄）の駅である。

## 概要
当駅は交通結節点としての役割を担い、周辺地区は横浜市における主要な生活拠点（旧:副都心）に指定されている。また、バスターミナルは横浜南部地域の中で最大規模である。

### 乗り入れ路線
- 京浜急行電鉄（京急）
  -  本線 - 駅番号「KK44」
- 横浜市交通局（横浜市営地下鉄）
  -  ブルーライン（1号線） - 駅番号「B11」

## 歴史
- 1930年（昭和5年）4月1日 - 湘南電気鉄道（現京浜急行電鉄）上大岡駅開業。
- 1951年（昭和26年）12月15日 - 待避線を使用開始[3]。
- 1963年（昭和38年）4月12日 - 旧駅ビル「京浜百貨店」竣工。あわせて構内踏切を廃止し地下改札使用開始。
- 1970年（昭和45年）7月1日 - 集中豪雨により大岡川が増水して下水に逆流し、建設中であった横浜市営地下鉄の当駅 - 吉野町駅のうち約3kmが水没。上大岡工区には約4万トンの水が流入し、約10cmの土砂が堆積した[4]。
- 1972年（昭和47年）12月16日 - 横浜市営地下鉄上大岡駅開業。
- 1974年（昭和49年）5月17日 - 京急のホームが12両編成対応となる[5]。
- 1996年（平成8年）10月1日 - 新駅ビル「ゆめおおおか」に京急百貨店とウィング上大岡が開業[6]。
- 1997年（平成9年）
  - 3月14日 - 駅ビルゆめおおおかの建設工事が完了[7]。
  - 5月12日 - 京急上大岡駅上り線高架化[7][8]。
  - 6月22日 - 京急上大岡駅下り線高架化[7][8]。
- 1998年（平成10年） - 京急上大岡駅が関東の駅百選に選定される。選定理由は「周辺施設との利便性が考慮された駅舎で連絡通路に音声案内のある優しい駅」。なお、横浜市営地下鉄上大岡駅は選定対象になっていない。
- 1999年（平成11年）7月31日 - 白紙ダイヤ改正により京急蒲田駅 - 新逗子駅の急行を廃止。
- 2007年（平成19年）
  - 7月7日 - 横浜市営地下鉄のホームでホームドアの使用開始。
  - 11月27日 - 横浜市営地下鉄のホームで発車サイン音を使用開始。
- 2008年（平成20年）11月25日 - 京急のホームに接近メロディを導入。「夏色」が採用される。
- 2010年（平成22年）5月16日 - 京急のダイヤ改正により運転を開始したエアポート急行の停車駅となる。
- 2012年（平成24年）5月1日 - 横浜市営地下鉄docomo Wi-Fiによる公衆無線LANサービス開始。
- 2015年（平成27年）7月18日 - 横浜市営地下鉄のダイヤ改正により運転を開始した快速の停車駅に設定される。
- 2018年（平成30年）
  - 3月5日 - リラックマ誕生15周年・京急創立120周年を記念し、5月13日までの期間限定で当駅名看板が、登場キャラクターの「コリラックマ」「チャイロイコグマ」にちなんで上がお大岡駅に変わる。また、京急バスの停留所も森が丘停留所から森がお丘停留所に変わる。
  - 7月30日 - 少年ジャンプ連載35周年を迎える『北斗の拳』と京浜急行電鉄とのコラボにより、北斗の拳35周年×京急120周年記念「北斗京急周年のキャンペーン」が実施され、同年9月17日までの期間限定で当駅名看板が上ラオウ岡駅に変わる[9]。利用者の混乱を防止するため、今回から正式駅名も括弧書きで併記される[10]。
- 2019年（令和元年）
  - 7月8日 - 京急グループ120周年記念事業の一環としてアニメ放送20周年を迎える『ONE PIECE』と京浜急行電鉄とのコラボが実施され、同年9月16日までの期間限定で当駅名看板がナミ大岡駅に変わる[11][10]。
  - 11月18日 - すみっコぐらしと京浜急行電鉄とのコラボが実施され、2020年1月26日までの期間限定で当駅名看板が、登場キャラクターの「たぴおか」にちなんでたぴおおおか駅に変わる[12]。
  - 11月30日 - 京急線1・2番線でホームドアの使用を開始[13]。
- 2020年（令和2年）2月15日 - 京急線3・4番線でホームドアの使用を開始[14]。

### 駅名の由来
駅所在地の当時の地名である上大岡町に由来する。

## 駅構造

### 京浜急行電鉄
ホーム有効長12両編成対応の島式ホーム2面4線を有する高架駅で、ホームドアが設置されている。ホームの照明にCDMランプが使用されている。改札口はかつてホーム下の1階のみであったが、1996年の京急百貨店開店と同時に百貨店に直結した改札口（10:00 - 21:00のみ営業）が3階に設置され、1999年には1階南側にも新設された結果、1階に2か所、3階に1か所設置されている。トイレは1・3階の改札内にあり、1階には多機能トイレも設置されている。
ホーム上部に設置されている発車標はLED式が使用されており、列車が接近すると駅メロディ（詳細は後述）が流れ、回送列車通過時は通過警告用のチャイムが流れる。また、表示器の上部には今度の列車の停車駅と接続列車案内をランプで表示している。駅ビル改築以前は反転フラップ式であり、京急川崎や横須賀中央などで使用されていたものより一世代前のタイプのものが稼動していた。その後、駅ビル改築時から2005年までは光ファイバー式のモニタが使われていたが（日本国内の鉄道駅で、光ファイバー式の案内表示器が設置されていたのは当駅と阪急電鉄梅田駅のみであった）、液晶画面の劣化によりLED式に更新された。
電車が発車する際は発車ベル・ブザーが信号開通と同時に鳴動するとともに発車標の最上段の当該列車の表示が点滅し、「かけこみ乗車はおやめください」と表示が出る。上下線ともにホームの横浜方と横須賀方で音が異なる。
その他、夏季のホーム内での暑さ対策として、空調設備が2007年7月に設置された。本線上の停止位置目標についても2008年9月にLED電照式に変更された。さらに2009年3月には音声案内装置が各階段・エスカレーター、改札前・トイレ前・自動券売機前に設置された。
品川発当駅止まりの最終普通が1本設定されている。

#### のりば
| 番線 | 路線 | 方向 | 行先                     |
| ---- | ---- | ---- | ------------------------ |
| 1・2 | 本線 | 下り | 横須賀中央・三浦海岸方面 |
| 3・4 | 本線 | 上り | 横浜・品川方面           |

#### 接近メロディ
2008年11月25日から、当駅に近い磯子区岡村出身のゆずの代表曲「夏色」を接近メロディとして使用している。メロディはスイッチの制作で、編曲は塩塚博が手掛けた。下りホームはAメロ、上りホームはサビのアレンジを使用している。
なお、接近メロディ導入と同時に通過列車接近時の警告音の音程が変更されている。

#### 列車の待避・接続
当駅には全営業列車が停車する。
優等列車および待避をしない急行および普通は本線（2番線・3番線）から、待避を行う急行・普通は副本線（1番線・4番線）から発車する。なお、下り普通はホームドア設置に伴い、緩急接続の有無に関わらず全て1番線から発車する。

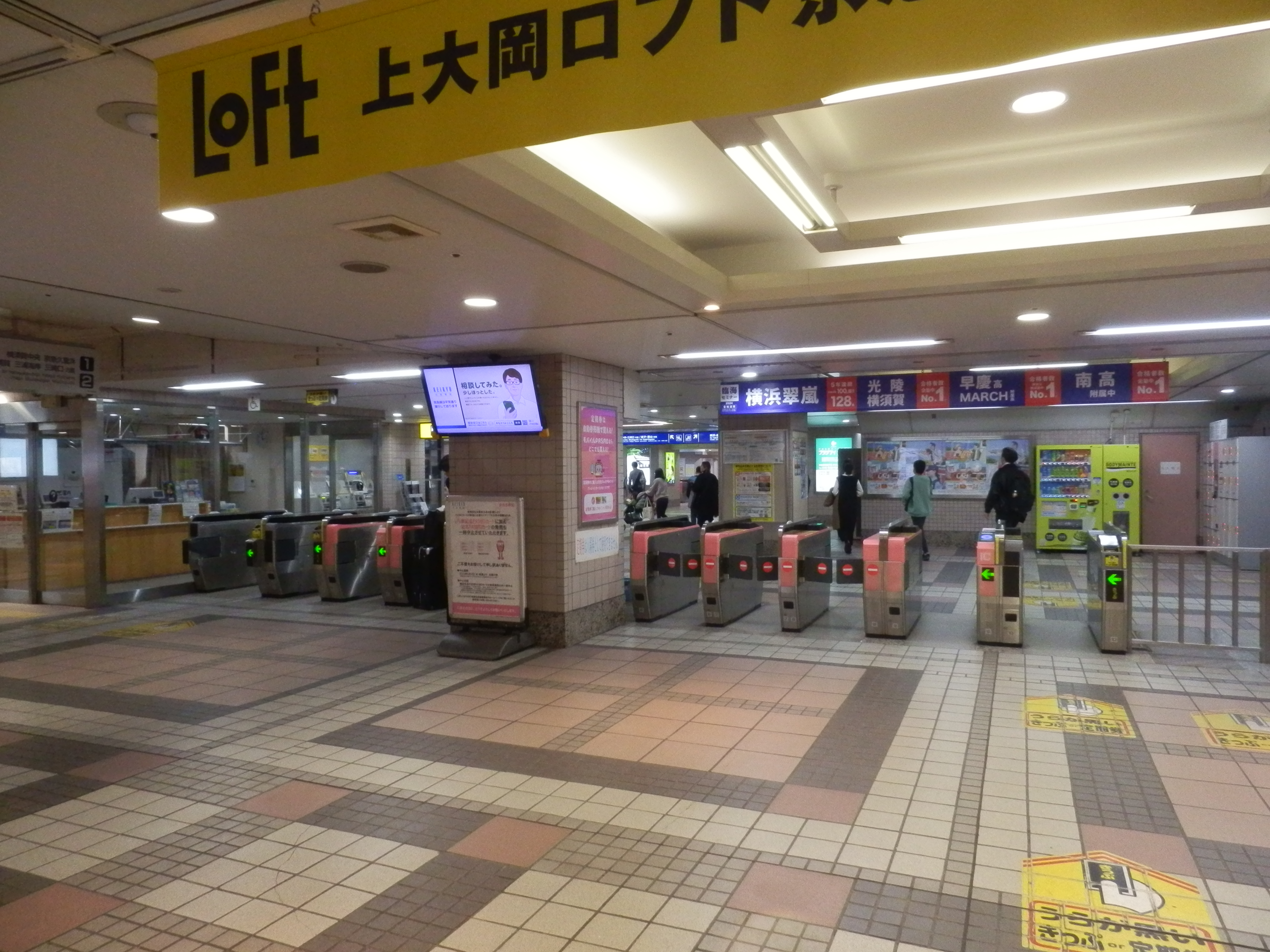
改札口（2024年3月）
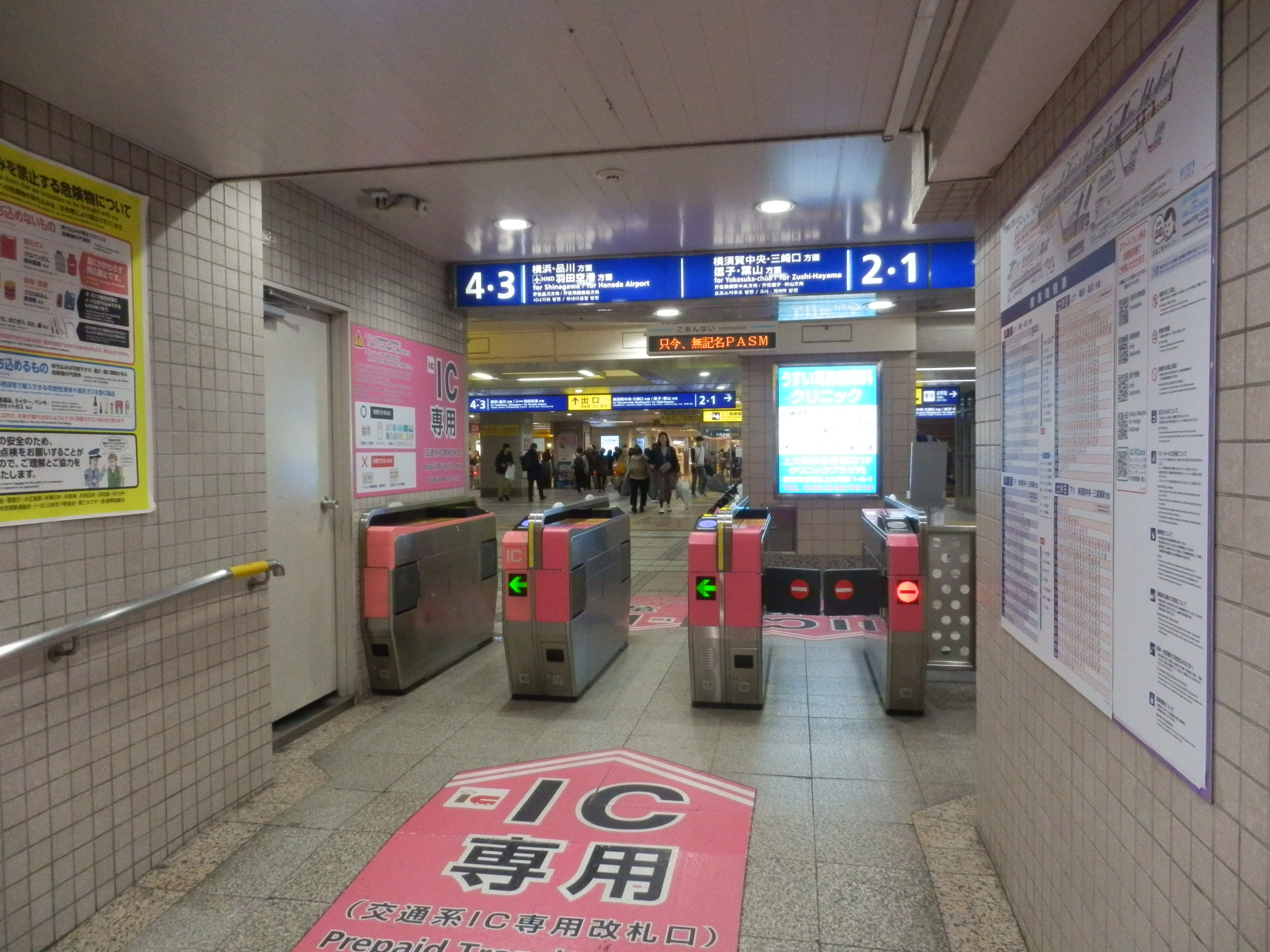
京急百貨店改札（IC専用）（2024年3月）
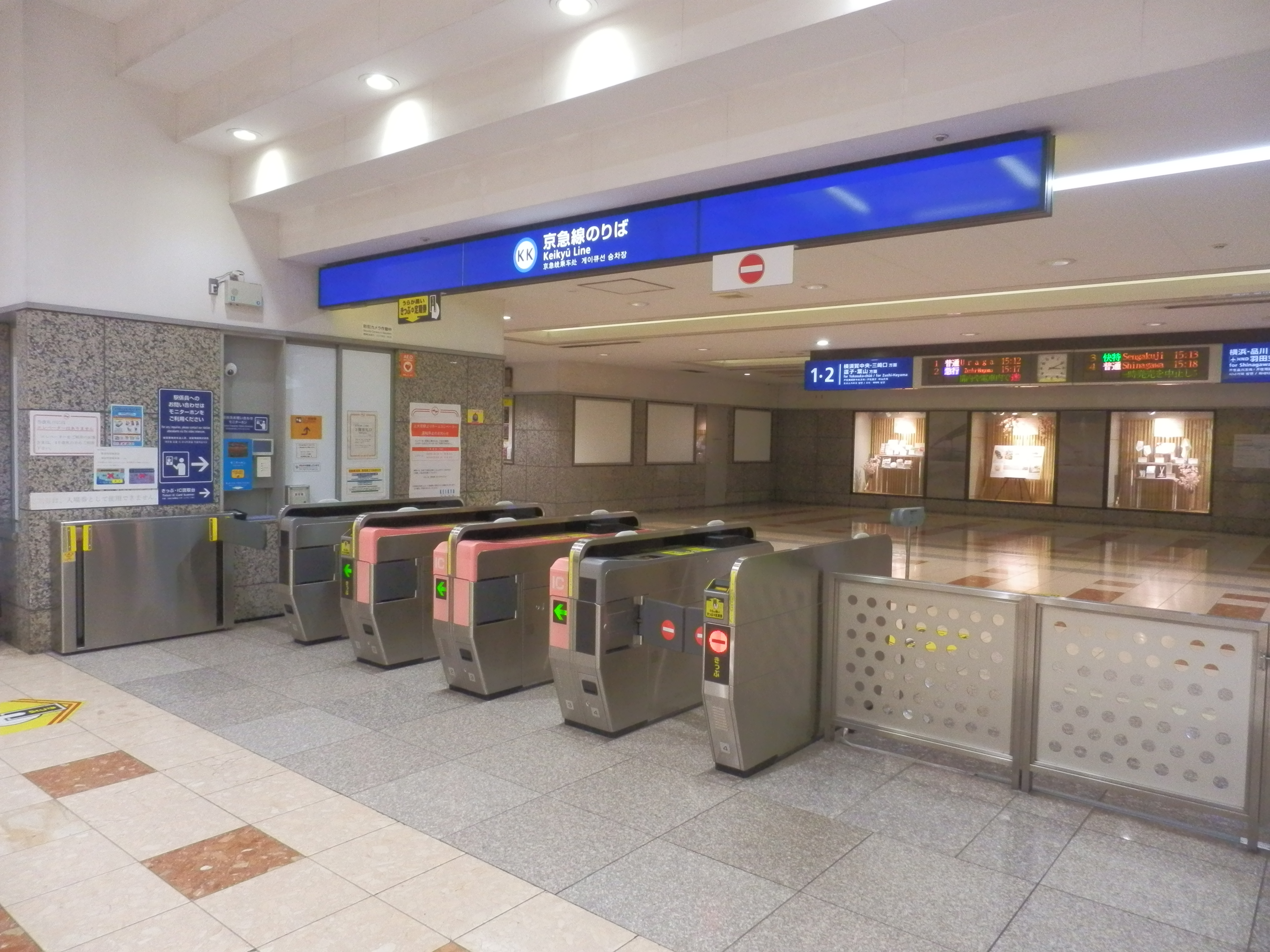
京急百貨店改札（3階）（2024年3月）
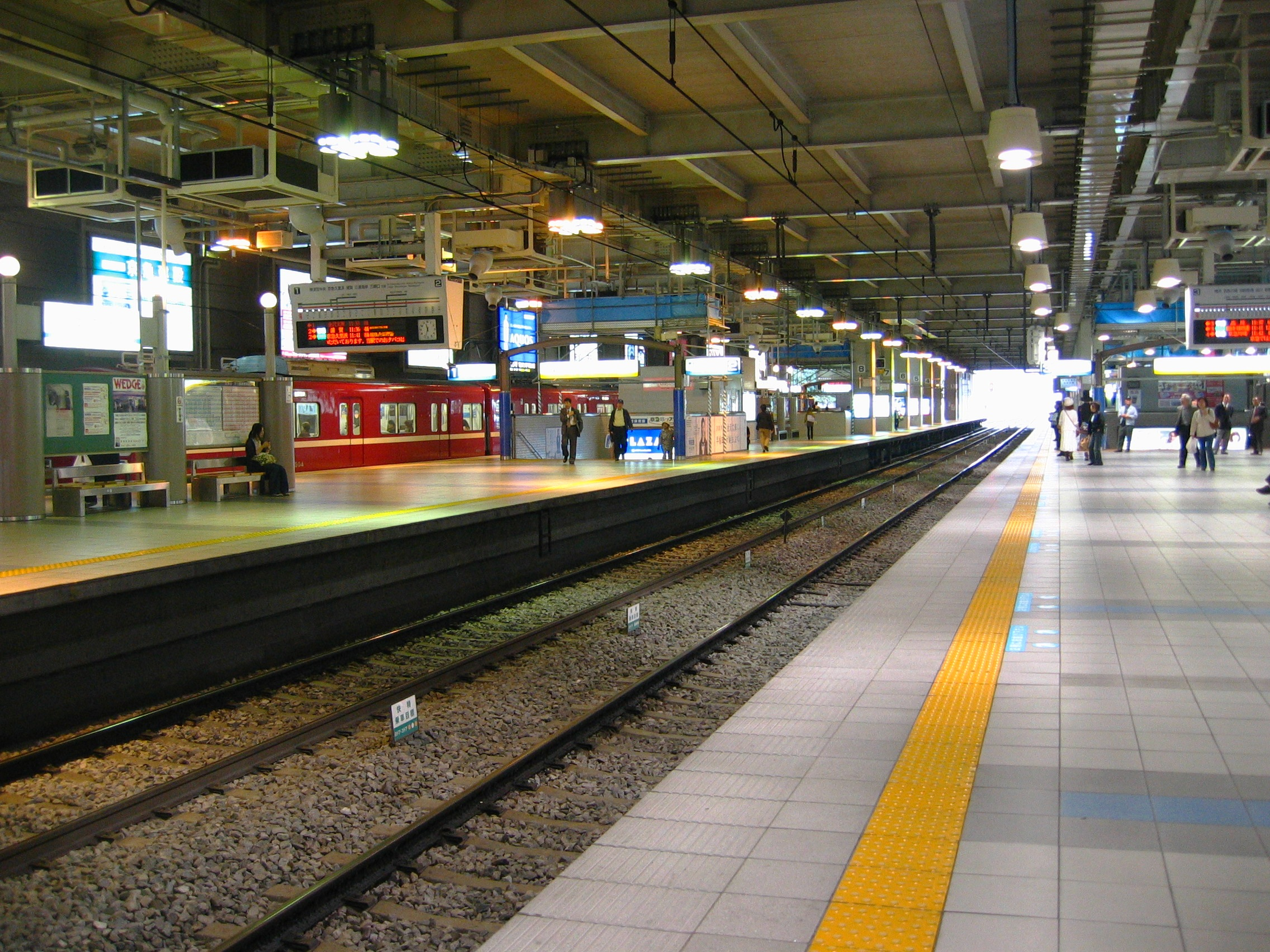
ホームドア設置前のホーム（2007年10月）

### 横浜市交通局
島式ホーム1面2線を有する地下駅。改札階は地下1階、ホーム階は地下2階にあり、エレベーターとエスカレーターが設置されている。かつてホーム上に売店があったが2014年11月現在は閉店となり、自動販売機コーナーが設けられている。改札口は北と南の2か所があり、2006年12月には北側に「京急連絡改札口」、南側に「バスターミナル改札口」という通称が付与された。トイレは両改札内にあり、南側改札内には多機能トイレも設置されている。
駅長所在駅。上大岡管区駅として吉野町 - 港南中央間を管理している。
バスターミナル改札口の近くには地下鉄開業記念として制作されたモニュメント（銀色の海亀）がある。開業当初は京急連絡改札口付近に設置されていた。
上永谷方にY線構造の引き上げ線が設置されており、平日6時台の始発あざみ野行きが使用している（土休日は湘南台への回送が使用）。
2015年2月に北側改札口前にファミリーマートはまりん上大岡駅店が開業した。

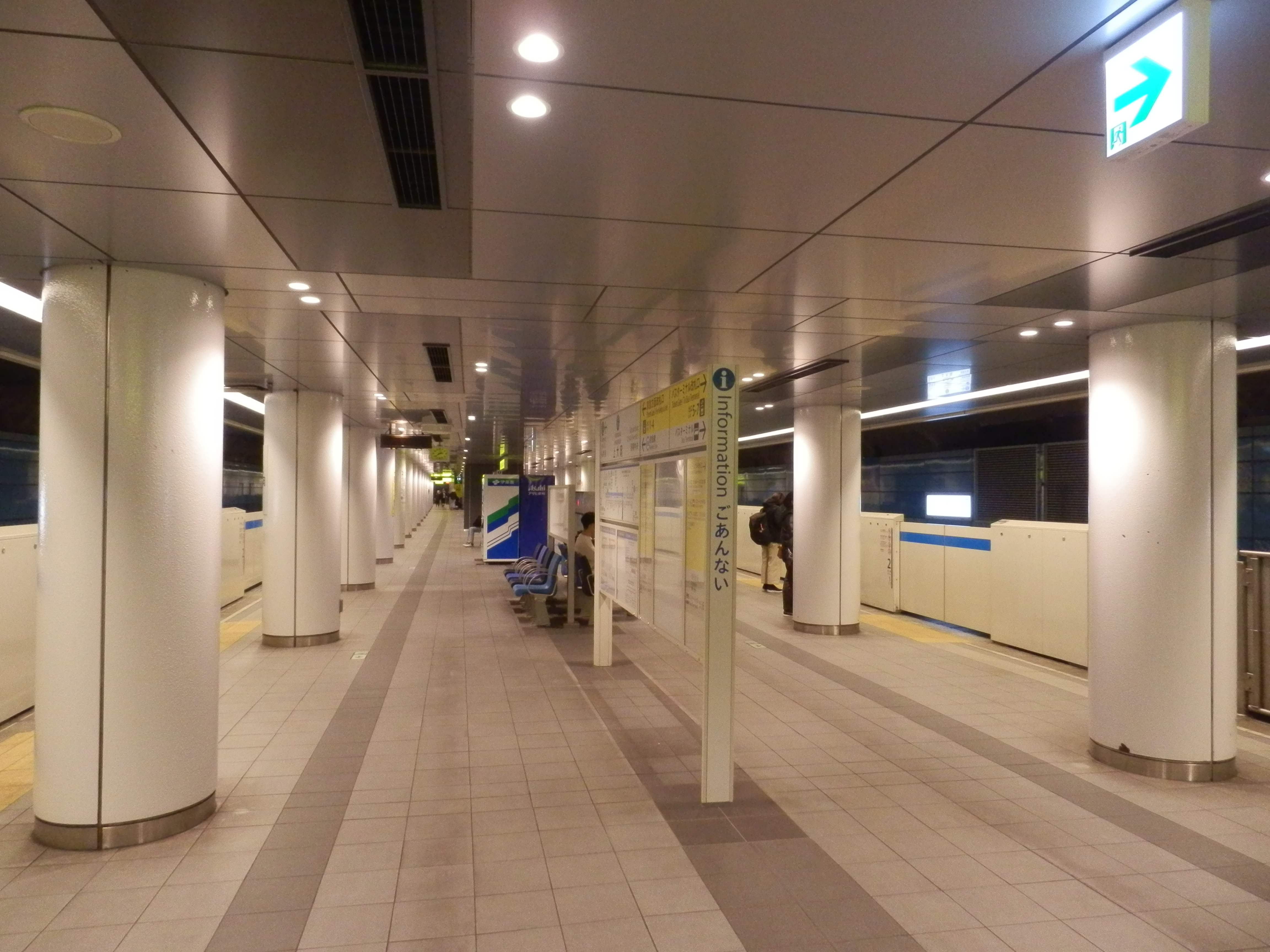
ホーム（2024年3月）
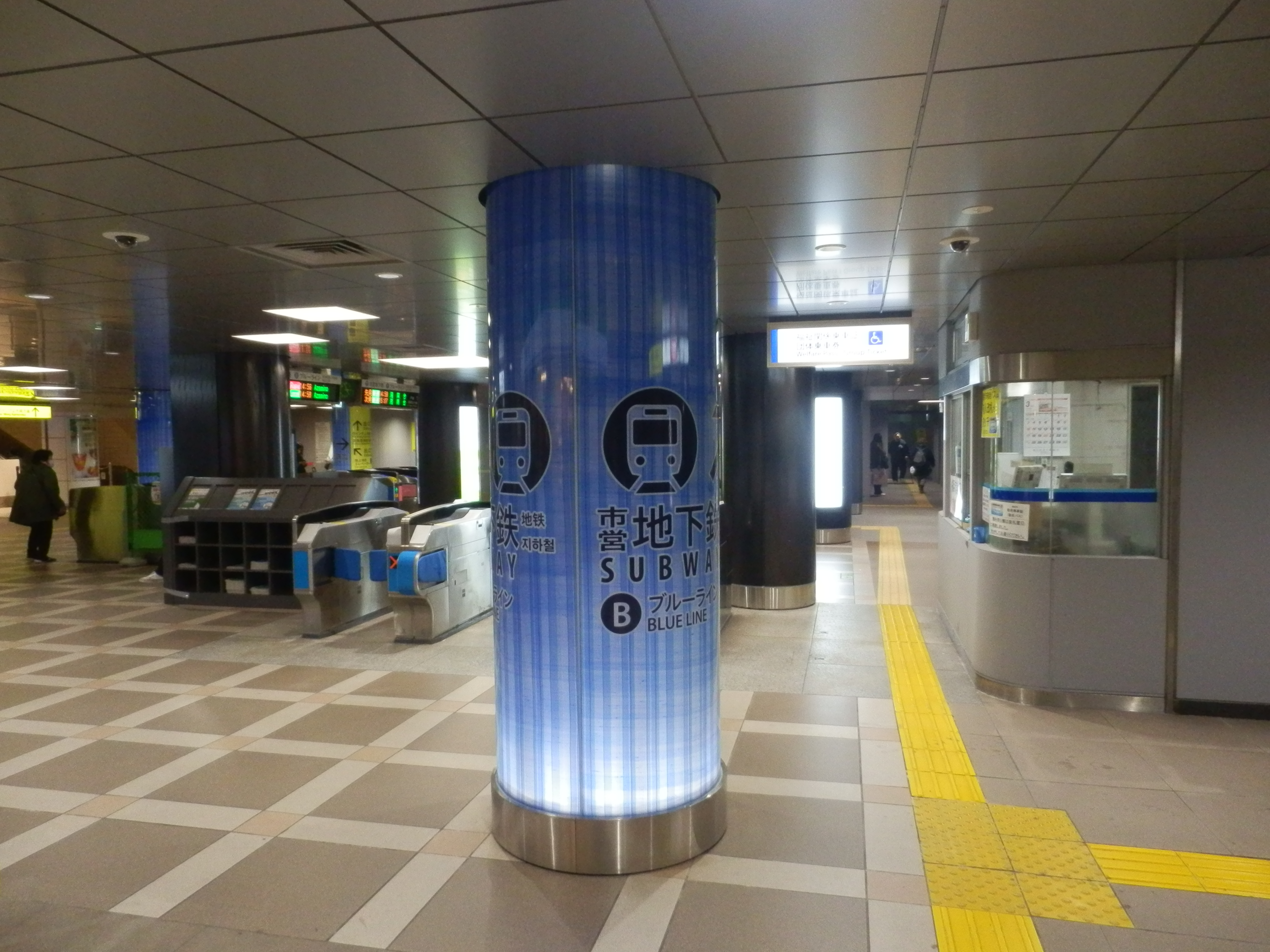
京急方面改札口（2024年3月）
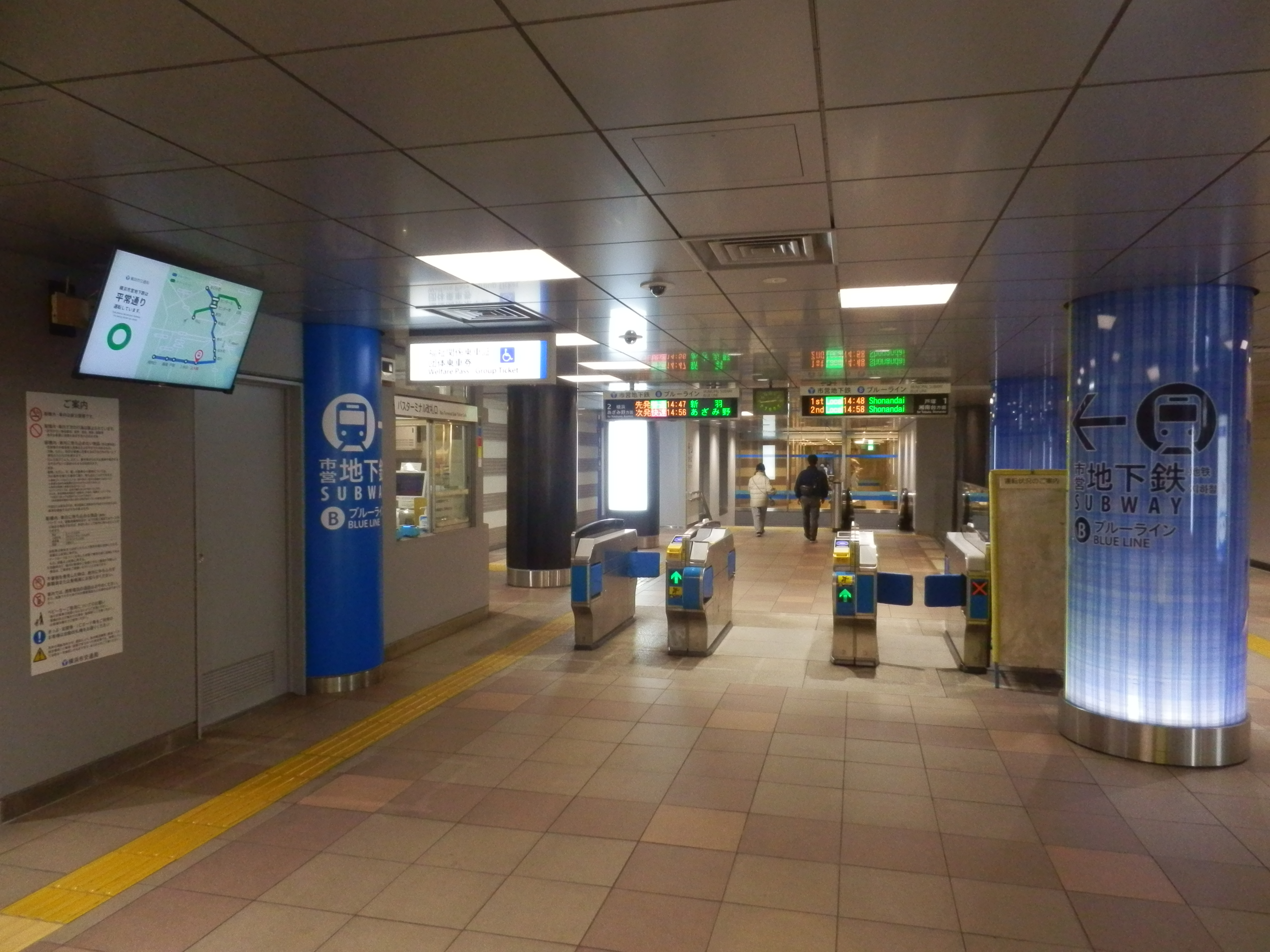
バスターミナル改札口（2024年3月）
粟津潔「銀の海に金の亀」（1972年）

#### のりば
| 番線 | 路線         | 行先         |
| ---- | ------------ | ------------ |
| 1    | ブルーライン | 湘南台方面   |
| 2    | ブルーライン | あざみ野方面 |

- 上表の路線名は旅客案内上の名称（愛称）で記載している。

## 利用状況

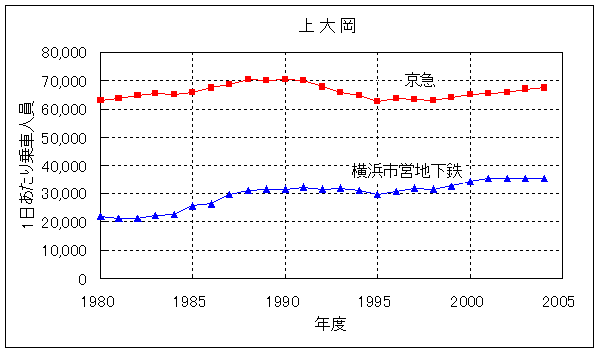
1日あたり乗車人員の推移

- 京浜急行電鉄 - 2022年度の1日平均乗降人員は121,420人（乗車人員：60,751人、降車人員：60,669人）である[利用客数 1][乗降データ 1]。
京急線全72駅の中では品川駅に続いて第3位である。
- 横浜市営地下鉄 - 2022年度の1日平均乗降人員は66,227人（乗車人員：32,676人、降車人員：33,551人）である[乗降データ 1]。
市営地下鉄の駅の中ではあざみ野駅に次いで第7位である。

### 年度別1日平均乗降人員
近年の1日平均乗降人員推移は表記の通り。
| 年度               | 京浜急行電鉄     | 京浜急行電鉄 | 横浜市営地下鉄   | 横浜市営地下鉄 |
| 年度               | 1日平均 乗降人員 | 増加率       | 1日平均 乗降人員 | 増加率         |
| ------------------ | ---------------- | ------------ | ---------------- | -------------- |
| 1999年（平成11年） |                  |              | 65,813           |                |
| 2000年（平成12年） | 128,793          |              | 68,218           | 3.7%           |
| 2001年（平成13年） | 130,028          | 1.0%         | 70,202           | 2.9%           |
| 2002年（平成14年） | 130,659          | 0.5%         | 70,141           | −0.1%          |
| 2003年（平成15年） | 133,974          | 2.5%         | 70,748           | 0.9%           |
| 2004年（平成16年） | 135,020          | 0.8%         | 71,012           | 0.4%           |
| 2005年（平成17年） | 135,901          | 0.7%         | 71,517           | 0.7%           |
| 2006年（平成18年） | 138,334          | 1.8%         | 73,429           | 2.7%           |
| 2007年（平成19年） | 140,757          | 1.8%         | 74,613           | 1.6%           |
| 2008年（平成20年） | 141,879          | 0.8%         | 66,230           | −11.2%         |
| 2009年（平成21年） | 140,083          | −1.3%        | 70,555           | 6.5%           |
| 2010年（平成22年） | 141,742          | 1.2%         | 70,964           | 0.6%           |
| 2011年（平成23年） | 140,230          | −1.1%        | 68,803           | −3.0%          |
| 2012年（平成24年） | 140,825          | 0.4%         | 69,975           | 1.7%           |
| 2013年（平成25年） | 143,226          | 1.7%         | 71,870           | 2.7%           |
| 2014年（平成26年） | 141,288          | −1.4%        | 71,170           | −1.0%          |
| 2015年（平成27年） | 143,299          | 1.4%         | 73,731           | 3.6%           |
| 2016年（平成28年） | 143,904          | 0.4%         | 74,741           | 1.4%           |
| 2017年（平成29年） | 144,504          | 0.4%         | 74,722           | −0.0%          |
| 2018年（平成30年） | 144,624          | 0.1%         | 76,601           | 2.5%           |
| 2019年（令和元年） | 143,758          | −0.6%        | 73,600           | −4.1%          |
| 2020年（令和02年） | 106,162          | −26.2%       | 57,119           | −22.4%         |
| 2021年（令和03年） | 112,212          | 5.7%         | 62,278           | 9.0%           |
| 2022年（令和04年） | 121,420          | 8.2%         | 66,227           | 6.3%           |

### 年度別1日平均乗車人員（1979年 - 2000年）
近年の1日平均乗車人員推移は表記の通り。
| 年度               | 京浜急行電鉄 | 横浜市営 地下鉄 | 出典               |
| ------------------ | ------------ | --------------- | ------------------ |
| 1979年（昭和54年） |              | 20,364          |                    |
| 1980年（昭和55年） | 62,890       | 21,854          |                    |
| 1981年（昭和56年） | 63,638       | 21,244          |                    |
| 1982年（昭和57年） | 64,748       | 21,255          |                    |
| 1983年（昭和58年） | 65,426       | 22,321          |                    |
| 1984年（昭和59年） | 65,088       | 22,866          |                    |
| 1985年（昭和60年） | 65,836       | 25,523          |                    |
| 1986年（昭和61年） | 67,364       | 26,355          |                    |
| 1987年（昭和62年） | 68,637       | 29,709          |                    |
| 1988年（昭和63年） | 70,375       | 31,318          |                    |
| 1989年（平成元年） | 69,874       | 31,671          |                    |
| 1990年（平成02年） | 70,321       | 31,811          |                    |
| 1991年（平成03年） | 69,923       | 32,536          |                    |
| 1992年（平成04年） | 67,688       | 31,784          |                    |
| 1993年（平成05年） | 65,847       | 31,869          |                    |
| 1994年（平成06年） | 64,605       | 31,117          |                    |
| 1995年（平成07年） | 63,163       | 29,848          | [ 乗降データ 3 ]   |
| 1996年（平成08年） | 63,595       | 30,851          |                    |
| 1997年（平成09年） | 63,089       | 31,816          |                    |
| 1998年（平成10年） | 62,757       | 31,752          | [ 神奈川県統計 1 ] |
| 1999年（平成11年） | 63,956       | 32,711          | [ 神奈川県統計 2 ] |
| 2000年（平成12年） | 65,019       | 34,356          | [ 神奈川県統計 2 ] |

### 年度別1日平均乗車人員（2001年以降）
| 年度               | 京浜急行電鉄 | 横浜市営 地下鉄 | 出典                |
| ------------------ | ------------ | --------------- | ------------------- |
| 2001年（平成13年） | 65,450       | 35,229          | [ 神奈川県統計 3 ]  |
| 2002年（平成14年） | 66,026       | 35,360          | [ 神奈川県統計 4 ]  |
| 2003年（平成15年） | 66,820       | 35,344          | [ 神奈川県統計 5 ]  |
| 2004年（平成16年） | 67,504       | 35,446          | [ 神奈川県統計 6 ]  |
| 2005年（平成17年） | 67,969       | 35,672          | [ 神奈川県統計 7 ]  |
| 2006年（平成18年） | 69,150       | 36,560          | [ 神奈川県統計 8 ]  |
| 2007年（平成19年） | 69,992       | 36,664          | [ 神奈川県統計 9 ]  |
| 2008年（平成20年） | 70,414       | 32,485          | [ 神奈川県統計 10 ] |
| 2009年（平成21年） | 69,530       | 34,689          | [ 神奈川県統計 11 ] |
| 2010年（平成22年） | 70,343       | 34,889          | [ 神奈川県統計 12 ] |
| 2011年（平成23年） | 69,492       | 33,816          | [ 神奈川県統計 13 ] |
| 2012年（平成24年） | 69,929       | 34,384          | [ 神奈川県統計 14 ] |
| 2013年（平成25年） | 71,111       | 35,338          | [ 神奈川県統計 15 ] |
| 2014年（平成26年） | 70,076       | 35,050          | [ 神奈川県統計 16 ] |
| 2015年（平成27年） | 70,934       | 36,343          | [ 神奈川県統計 17 ] |
| 2016年（平成28年） | 71,337       | 36,857          | [ 神奈川県統計 18 ] |
| 2017年（平成29年） | 71,643       | 36,844          | [ 神奈川県統計 19 ] |
| 2018年（平成30年） | 71,705       | 37,771          | [ 神奈川県統計 20 ] |
| 2019年（令和元年） | 71,141       | 36,239          | [ 神奈川県統計 21 ] |
| 2020年（令和02年） | 52,637       | 28,216          | [ 神奈川県統計 22 ] |
| 2021年（令和03年） | 56,153       | 30,760          | [ 神奈川県統計 23 ] |
| 2022年（令和04年） | 60,751       | 32,676          |                     |

## 駅周辺

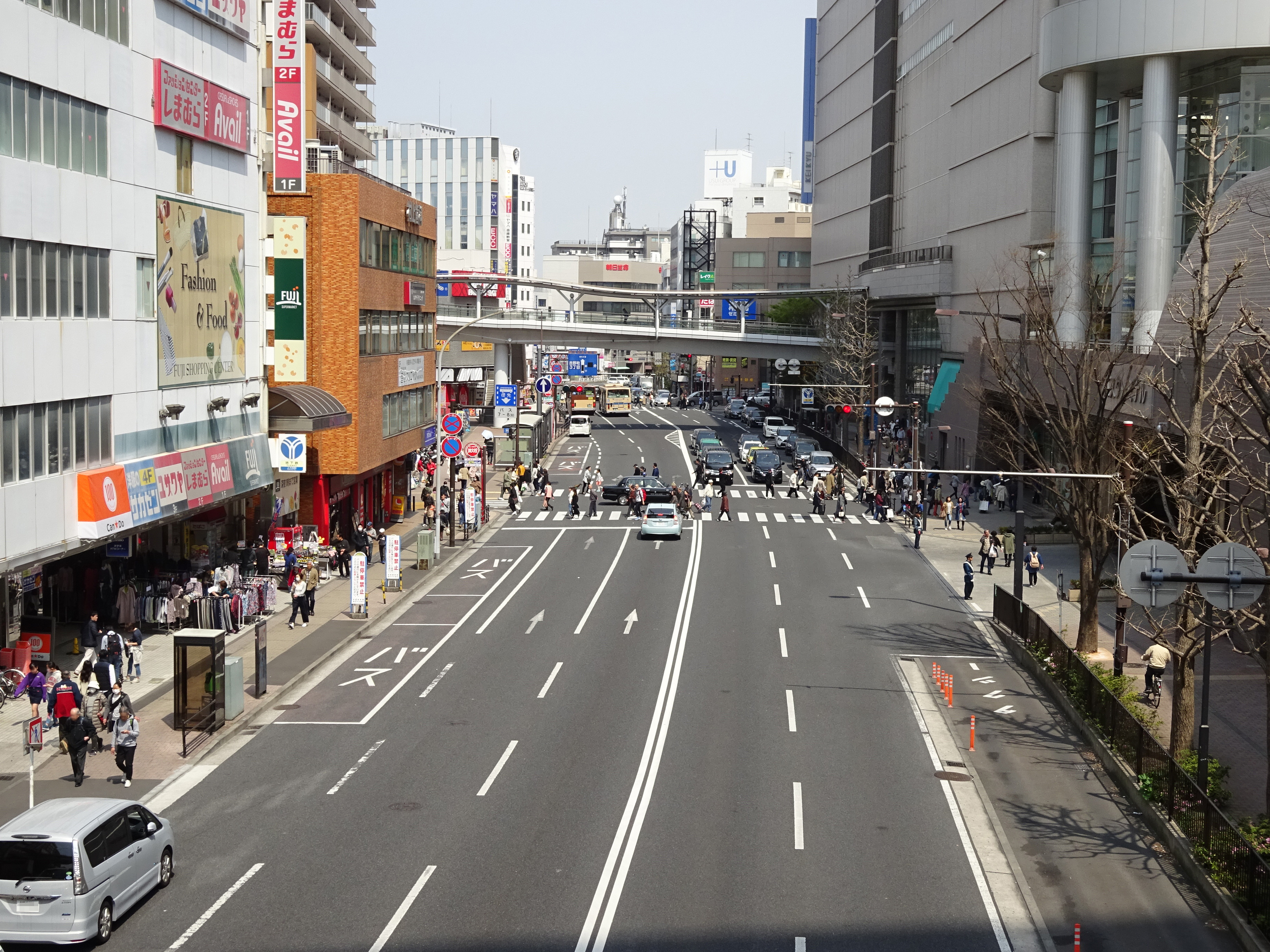
西口前を通る鎌倉街道。北方向を見る

横浜市の副都心として市街地再開発事業が行われており、1990年代から駅前は大きく変化した。再開発は2000年代に入ってからも進行中である。A地区（ゆめおおおか）、B地区（カミオ）、C南地区（ミオカ）が竣工済。2012年に入り、C北地区再開発に準備組合が発足し、更なる再開発が進行している。また、港南区が策定した都市計画マスタープランなどに基づき、駅周辺のバリアフリー化が進められている。
- ゆめおおおか（駅ビル）
  - 京急百貨店
  - ウィング上大岡
  - 港南区民文化センター「ひまわりの郷」
  - ゆめおおおかオフィスタワー
    - 福祉保健研修交流センター ウィリング横浜
    - 横浜市上大岡駅行政サービスコーナー
    - 横浜銀行 上大岡支店
    - みずほ銀行 上大岡支店
    - 三菱UFJ信託銀行 上大岡支店
    - 上大岡駅前郵便局
    - J:COM南横浜
- camio（カミオ）
  - 京急百貨店スポーツ館 スポーツオーソリティ
  - 横浜ヘリオスタワー
  - 横浜上大岡郵便局
  - 三井住友銀行 上大岡支店
- 富士ショッピングセンター
  - FUJI 上大岡店
- mioka（ミオカ）
  - 上大岡タワーザレジデンス
  - コナミスポーツクラブ上大岡
  - ヤマダデンキLABI 上大岡
  - TOHOシネマズ上大岡
  - みずほ証券 上大岡支店
- miokaリスト館
  - 湘南信用金庫 上大岡支店
  - SMBC日興証券 上大岡支店
- 港南郵便局
  - ゆうちょ銀行 港南店
- 神奈川県戦没者慰霊堂
- イトーヨーカドー
  - 上大岡店 - デニーズ1号店も併設していたが2017年3月20日閉店
  - 横浜別所店
- りそな銀行 上大岡支店
- 三菱UFJ銀行 上大岡支店
- 日揮上大岡オフィス
- 神奈川県道21号横浜鎌倉線（鎌倉街道）
- 笹下釜利谷道路
- オーケー 上大岡店

## バス路線

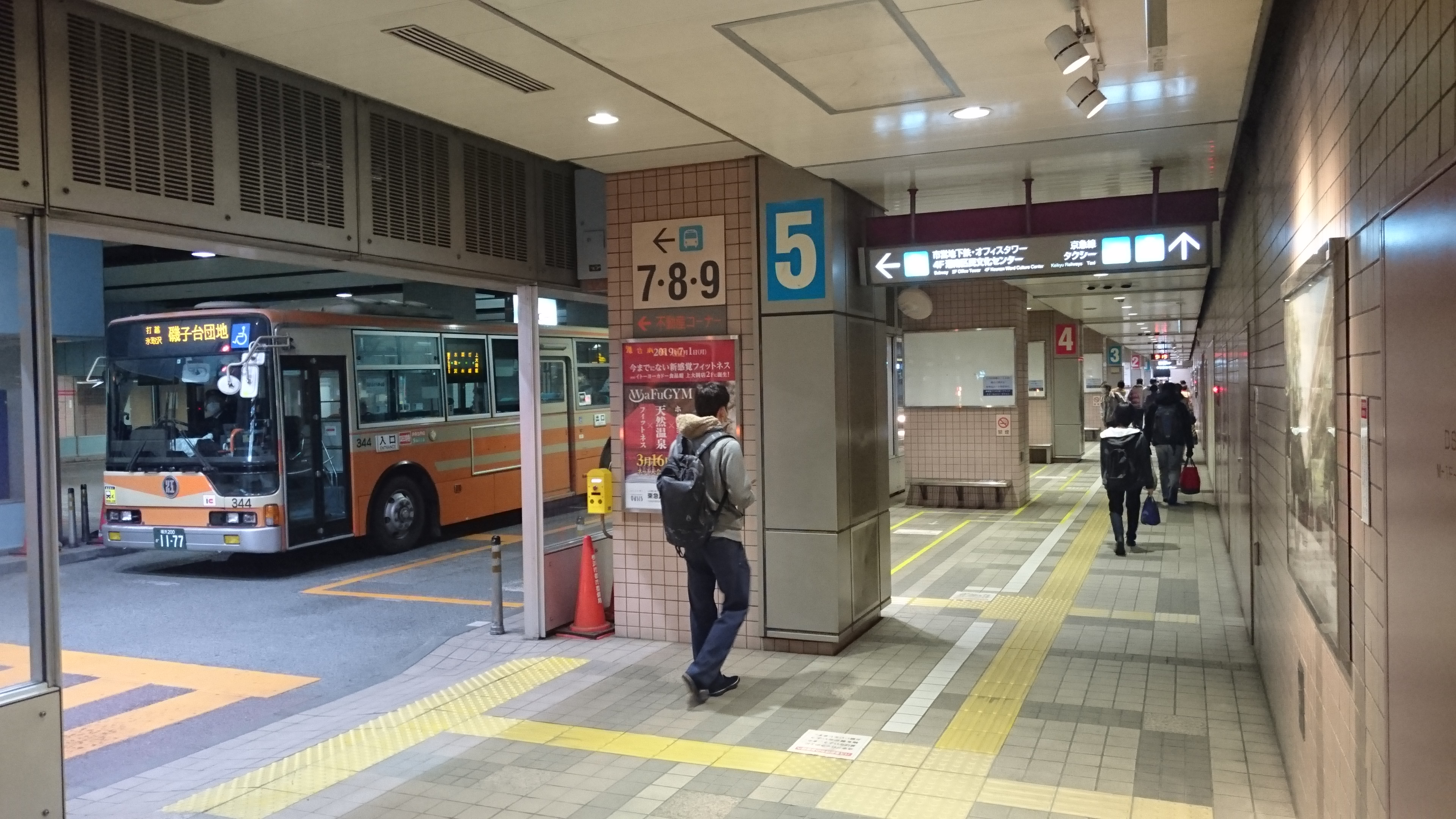
バスターミナル5番乗り場付近（2019年3月）

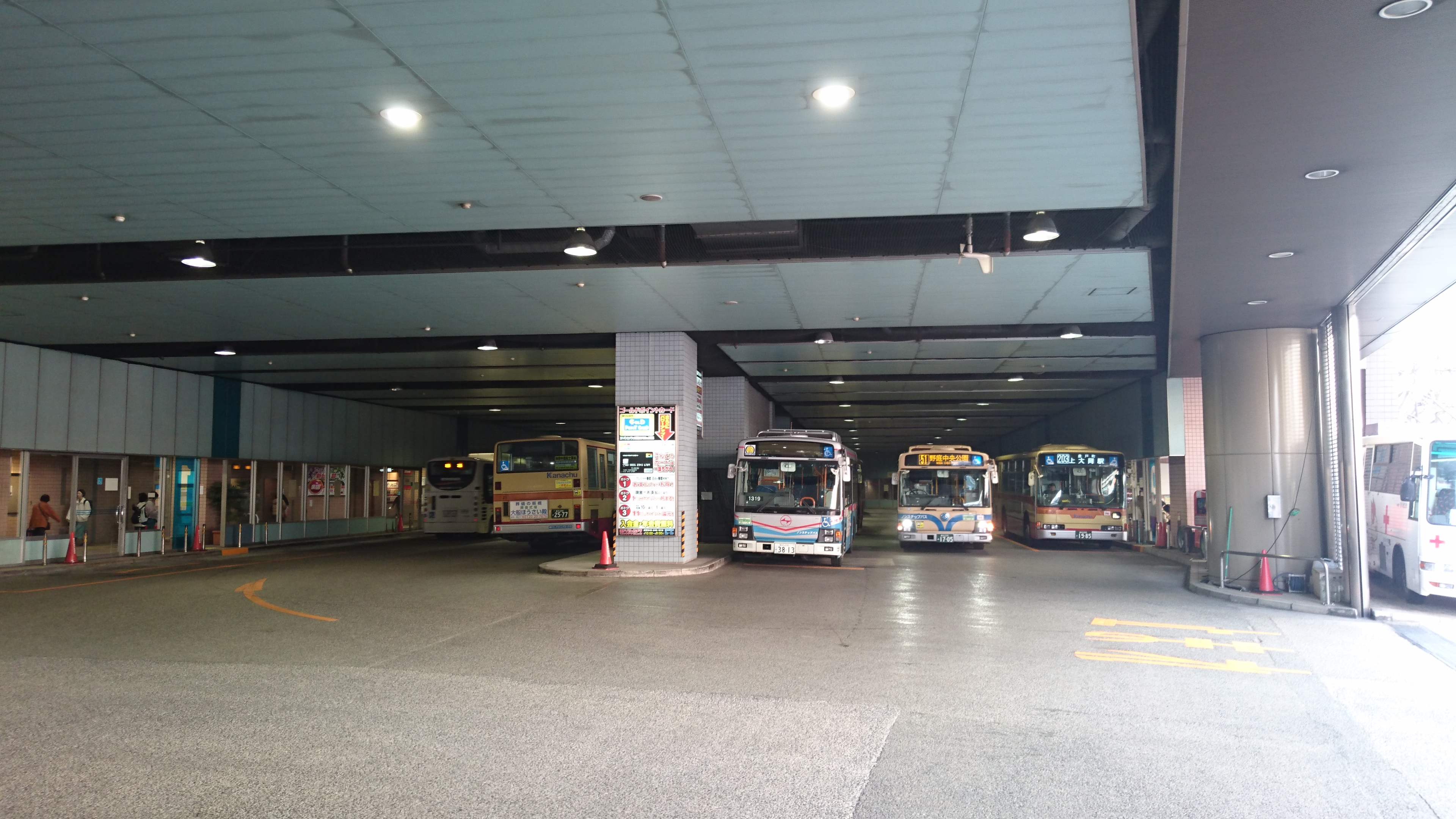
バスターミナル（2019年3月）

横浜市営バス、神奈川中央交通、江ノ電バス、京浜急行バスが運行する一般路線バスのほかに、近畿方面の高速バスが発着する。停留所名は上大岡駅前または上大岡駅である。
1 - 9番乗り場は駅ビル「ゆめおおおか」内のバスターミナル、11・12番乗り場は「カミオ」前の鎌倉街道上である。
降車場は方向によって異なる。
- 最戸橋方面からの便は、バスターミナル内である。
- 関の下方面からの便は富士ショッピングセンター前の鎌倉街道上であるが、当停留所が終点でない便は11・12番乗り場で降車扱いする。なお、関の下方面からの当停留所終着便で折り返しをする場合、鎌倉街道を横断して直接バスターミナルに入ることが不可能であり、また周辺に折り返し設備もないため、一旦横浜方面へ回送し、約500m北進した最戸橋交差点周辺で折り返し、来た道を戻ってからバスターミナルに入る。

| ゆめおおおか | ゆめおおおか | ゆめおおおか                                 | ゆめおおおか                                | ゆめおおおか    | ゆめおおおか |
| 乗場         | 系統         | 経由                                         | 行先                                        | 事業者          | 備考         |
| ------------ | ------------ | -------------------------------------------- | ------------------------------------------- | --------------- | ------------ |
| 1            | 上1          |                                              | 南高校前                                    | ●京急           |              |
| 2            | 上2          |                                              | 森が丘循環                                  | ●京急           |              |
| 2            | 上3          | 森が丘                                       | 汐見台循環 浜小学校前                       | ●京急           |              |
| 2            | 上5          | 森が丘・屛風ヶ浦駅前                         | 杉田                                        | ●京急           |              |
| 2            | 上7          | 笹堀                                         | 岡村・泉谷循環 山王台小学校                 | ●京急           |              |
| 2            | 磯6          | 森が丘・屛風ヶ浦駅前                         | 磯子駅 杉田                                 | ●京急           |              |
| 3            | A1           | 打越・西公園前                               | 洋光台駅                                    | ●江ノ電         |              |
| 3            | A3           | 打越・栗木                                   | 磯子台団地循環 氷取沢公園下                 | ●江ノ電         |              |
| 3            | A4           | 打越・栗木                                   | 磯子台団地・上中里団地循環 さわの里小学校前 | ●江ノ電         |              |
| 3            | A5           | 打越・栗木                                   | 上中里団地循環 さわの里小学校前             | ●江ノ電         |              |
| 3            | A32          | 打越                                         | 栗木                                        | ●江ノ電         |              |
| 4            | 船05         | 日野公園墓地入口・清水橋・天神橋             | 大船駅東口                                  | ●神奈中 ●江ノ電 |              |
| 4            | 船20         | 日野公園墓地入口・清水橋・天神橋             | 大船駅東口                                  | ●神奈中         |              |
| 4            | 上06         | 日野公園墓地入口・清水橋                     | 天神橋                                      | ●神奈中         |              |
| 4            | A21          | 日野公園墓地入口・清水橋・天神橋・大船駅東口 | 鎌倉駅東口                                  | ●江ノ電         |              |
| 5            | 2            | 日野公園墓地入口・清水橋                     | 港南車庫前                                  | ●横浜市営       |              |
| 5            | 139          | 日野公園墓地入口・清水橋・小山台             | 本郷台駅                                    | ●神奈中         |              |
| 5            | D1           | 桜道坂上・雑色                               | 洋光台駅                                    | ●江ノ電         |              |
| 5            | D13          | 桜道坂上                                     | 雑色                                        | ●江ノ電         |              |
| 6            | 上32 港61    | 日野公園墓地入口・清水橋                     | 港南台駅                                    | ●神奈中         |              |
| 6            | 64           | 日野公園墓地入口・清水橋・港南台中央         | 港南台駅                                    | ●横浜市営       |              |
| 6            | 111          | 日野公園墓地入口・洋光台駅                   | 港南台駅                                    | ●横浜市営       |              |
| 7            | 51           | 日野公園墓地入口・深田橋・すずかけ通         | 野庭中央公園                                | ●横浜市営       |              |
| 7            | 52           | 日野公園墓地入口・野庭団地東口               | 野庭中央公園                                | ●横浜市営       | 平日朝のみ   |
| 8            | 30           | 上永谷駅・芹が谷                             | 上大岡駅（循環）                            | ●神奈中         | 外回り       |
| 8            | 30           | 上永谷駅                                     | 芹が谷                                      | ●神奈中         |              |
| 8            | 舞01         | 上永谷駅                                     | 舞岡                                        | ●神奈中         |              |
| 8            | 上31         |                                              | 公務員住宅中央（循環） 下野庭三田           | ●神奈中         |              |
| 9            | 71           | 南高校前・芹が谷                             | 上大岡駅（循環）                            | ●神奈中         | 外回り       |
| 9            | 71           | 南高校前                                     | 芹が谷                                      | ●神奈中         |              |
| 9            | 上202        | 南高校前                                     | 東戸塚駅東口                                | ●神奈中         |              |
| Camio前      |              |                                              |                                             |                 |              |
| 11           | 30           | 最戸町・芹が谷・上永谷駅                     | 上大岡駅（循環）                            | ●神奈中         | 内回り       |
| 11           | 30           | 最戸町・芹が谷                               | 上永谷駅                                    | ●神奈中         |              |
| 11           | 71           | 最戸町・芹が谷・南高校前                     | 上大岡駅（循環）                            | ●神奈中         | 内回り       |
| 11           | 71           | 最戸町                                       | 芹が谷                                      | ●神奈中         |              |
| 11           | 203          | 最戸町・芹が谷                               | 東戸塚駅東口                                | ●神奈中         |              |
| 11           | 上96         | 最戸町・芹が谷                               | 不動坂                                      | ●神奈中         | 深夜バスのみ |
| 12           | 港61         | 吉野町駅前・羽衣町・桜木町駅                 | 横浜駅東口                                  | ●神奈中         |              |
| 12           | 船20         | 吉野町駅前・羽衣町                           | 桜木町駅                                    | ●神奈中         |              |
| 12           | 64           | 笹堀・汐見台ストアー前                       | 磯子駅                                      | ●横浜市営       |              |
| 12           | 133          | 岡村町                                       | 根岸駅                                      | ●横浜市営       |              |

## その他
- 改築前の駅名標には、800形の写真が併載されていた。
- 改築前の1990年代初め頃まで、1階の京急改札前の売店で焼き芋が販売されていた。
- 横浜市営地下鉄グリーンラインの延伸構想として、中山駅より二俣川駅・東戸塚駅を経由して当駅に乗り入れた後根岸駅・元町・中華街駅方面に抜け、みなとみらい線に乗り入れる、横浜環状鉄道という計画がある[22]。

## 隣の駅
京浜急行電鉄
 本線
- □「モーニング・ウィング号」（乗車専用）、□「イブニング・ウィング号」（当駅以遠は座席指定券不要）停車駅

■快特・■特急
横浜駅 (KK37) - 上大岡駅 (KK44) - 金沢文庫駅 (KK49)
■急行
弘明寺駅 (KK43) - 上大岡駅 (KK44) - 杉田駅 (KK46)
■普通
弘明寺駅 (KK43) - 上大岡駅 (KK44) - 屏風浦駅 (KK45)
横浜市営地下鉄
 ブルーライン（1号線）
■快速
上永谷駅 (B09) - 上大岡駅 (B11) - 関内駅 (B17)
■普通
港南中央駅 (B10) - 上大岡駅 (B11) - 弘明寺駅 (B12)